# Милан, Гидо
Гидо Леонардо Милан (исп. Guido Leonardo Milán; 3 июля 1987 года, Аэдо) — аргентинский футболист, играющий на позиции защитника. Ныне выступает за клуб «Химнасия-и-Тиро».

## Клубная карьера
Гидо Милан начинал свою карьеру футболиста в аргентинском клубе «Депортиво Эспаньол». Затем он выступал за команды аргентинской Примеры B Насьональ «Химнасия Хухуй» и «Атланта».
В середине июля 2012 года Милан перешёл во французский «Мец», тогда игравший в Национальном чемпионате. За два года команда смогла вернуться в Лигу 1. 9 августа 2014 года Милан дебютировал на высшем уровне, выйдя на замену в гостевом матче с «Лиллем». 20 сентября того же года он забил свой первый гол в Лиге 1, выведя свою команду вперёд в счёте в домашней игре с «Бастией».
С июля 2017 года Гидо Милан играет за «Веракрус».

## Достижения
«Мец»
- Победитель Лиги 2 (1): 2013/14